# Planet Punk
Planet Punk [Planeta punk] es el duodécimo álbum de Die Ärzte. Farin Urlaub, el guitarrista de la banda, ha declarado que este ha sido el mejor álbum del grupo hasta ahora.

## Canciones
1. "Super Drei" [Super trío] (González, Urlaub/Gonzalez, Felsenheimer, Urlaub) – 2:15
2. "Schunder-Song" (Urlaub) – 3:06
3. "Hurra" (Urlaub) – 3:26
4. "Geh mit mir" [Ven conmigo] (Felsenheimer) – 2:29
5. "Langweilig" [Aburrido] (Urlaub) – 3:07
6. "Mein Freund Michael"[Mi amigo Michael] (Urlaub) – 3:38
7. "Rod ♥ You" [Rod te ama] (Felseneimer, Gonzales) – 3:26
8. "Der Misanthrop" [El misántropo](Urlaub) – 3:22
9. "Vermissen, Baby" [Olvidado, Baby] (Gonzalez/Felsenheimer) – 3:37
10. "Nazareth (Blumen my ass)" (Felsenheimer) – 4:20
11. "Meine Ex(plodierte Freundin)" [Mi Ex (plotada novia)] (Urlaub) – 3:39
12. "Die Banane" [El plátano (la banana)] (Felsenheimer, Gonzalez/Felsenheimer) – 4:33
13. "B.S.L." (Urlaub) – 2:35
14. "Die traurige Ballade von Susi Spakowski" [La triste balada de Susi Spakowski] (Felsenheimer) – 4:01
15. "Red mit mir" [Háblame] (Urlaub) – 3:58
16. "Trick 17 m. S." (Urlaub) – 3:04
17. "Opfer" [Víctima] (Urlaub) – 3:01

## Sencillos
1995: Ein Song namens Schunder

1995: Hurra

1995: Rod ♥ You (promo)

## Extra
- Farin Urlaub en la biografía oficial de la banda, ha declarado que este es el mejor álbum del grupo.
- La canción Rod ♥ You es una modificación de la frase God loves you (Dios te ama).
- El sencillo Rod ♥ You fue lanzado solo por tiempo limitado, debido a que solamente fue promocional.

- Datos: Q47935